# Jeje Mina
Jeje Mina culto dos voduns também conhecido como Tambor de Mina provenientes da região Costa da Mina entreposto onde eram embarcados os africanos escravizados falantes de diversas línguas da região de Mono (um dos Departamentos do Benim), dos minas, fantes, axantes e muitas outras, que foram levados para o estado do Maranhão.